# Список найдорожчих об'єктів в Україні
У цьому списку наведені всі найдорожчі інфраструктурні та інші будівельні об'єкти, збудовані в Україні за період з 1991 року.
Вартість споруд наведена в доларах США і визначається у кошторисних витратах на їх будівництво.
- Колір фону       позначає споруди, які знаходяться у стадії будівництва.
- Колір фону       позначає споруди, які наразі зруйновані.

| №  | Назва                              | Місце         | Вартість                       | Фото | Роки побудови | Примітки |
| -- | ---------------------------------- | ------------- | ------------------------------ | ---- | ------------- | --- |
| 1  | Арка                               | Прип'ять      | $1,9—2,3 млрд                  |      | 2010—2018     | |
| 2  | Міст Кірпи                         | Київ          | $1,15—1,5 млрд (₴9,2—₴12 млрд) |      | 2004—2011     | Деталі витрат - ₴3,98 млрд — податки та інші обов'язкові платежі; - ₴1,9 млрд — вартість автомобільних та залізничних розв'язок (15 км та 32 км); - ₴1,3 млрд — вартість залізничного моста довжиною 1066 метрів; - ₴1 млрд — вартість автомобільного моста довжиною 1066 метрів; - ₴0,97 млрд — вартість перенесення і прокладання інженерних мереж. На остаточну добудову мосту необхідно ще $44 млн (₴1,15 млрд) |
| 3  | Подільський міст                   | Київ          | $951 млн                       |      | 2003—2021     | На 2017 рік на будівництво мосту було витрачено понад $429 млн |
| 4  | Новий термінал Аеропорту «Донецьк» | Донецьк       | $875 млн (₴6,97 млрд)          |      | 2007—2011     | Зруйнований російськими військами в 2014—2015 роках |
| 5  | Термінал «D» Аеропорту «Бориспіль» | Бориспіль     | $600 млн (₴4,8 млрд)           |      | 2008—2012     | |
| 6  | БФК «Гулівер»                      | Київ          | $550–650 млн                   |      | 2003—2013     | |
| 7  | НСК «Олімпійський»                 | Київ          | $575 млн (₴4,6 млрд)           |      | 2008—2011     | Стадіон був збудований 1923 року, в 2008—2011 роках відбулася його повна реконструкція |
| 8  | БФК «Скай Тауерс»                  | Київ          | $512,2 млн                     |      | 2007—2020     | На 2018 рік для добудови необхідно $370 млн. |
| 9  | Новий міст у Запоріжжі             | Запоріжжя     | $460 млн                       |      | 2004—2021     | На 2017 рік на будівництво мосту було витрачено понад $310 млн |
| 10 | Донбас Арена                       | Донецьк       | $400 млн                       |      | 2006—2009     | |
| 11 | Межигір'я                          | Нові Петрівці | $380 млн (₴10 млрд)            |      | 2002—2014     | У вартість включено кошторис речей інтер'єру |
| 12 | Арена Львів                        | Львів         | $375 млн (₴2,945 млрд)         |      | 2008—2011     | |
| 13 | Термінал «А» Аеропорту Львів       | Львів         | $305 млн (₴2,437 млрд)         |      | 2009—2012     | У вартість включені будівельні роботи по злітній смузі |
| 14 | ТРЦ «Лавіна Мол»                   | Київ          | $300 млн                       |      | 2013—2016     | |
| 15 | ТРЦ «Оушен Плаза»                  | Київ          | $300 млн                       |      | 2010—2012     | |
| 16 | ТРЦ «Дрім Таун»                    | Київ          | $250 млн                       |      | 2007—2011     | |
| 17 | ТРЦ «Скай Мол»                     | Київ          | $230–280 млн                   |      | 2007—2019     | Перша черга ТРЦ була відкрита 2007 року, друга — 2010. Їхня вартість $150–200 млн. |
| 18 | «Кловська Вежа»                    | Київ          | $200 млн                       |      | 2008—2012     | |
| 19 | Готель «Хілтон»                    | Київ          | $150 млн                       |      | 2007—2014     | |
| 20 | Бескидський тунель                 | Бескид        | $120 млн                       |      | 2013—2018     | |
| 21 | Стадіон «Металіст»                 | Харків        | $119 млн                       |      | 2008—2009     | Стадіон був збудований 1926 року, в 2008—2009 роках відбулася його повна реконструкція |
| 22 | Нові термінали Аеропорту «Харків»  | Харків        | $107,2 млн                     |      | 2008—2010     | |
| 23 | БЦ «Парус»                         | Київ          | $100 млн                       |      | 2004—2007     | |
| 24 | Стадіон «Чорноморець»              | Одеса         | $81,4 млн (₴650 млн)           |      | 2008—2011     | Перший стадіон був збудований у 1925—1935 року, в 2008—2011 роках відбулася його повна реконструкція. |
| 25 | Бізнес-центр «101 Tower»           | Київ          | $80 млн                        |      | 2009—2012     | |
| 26 | Гаванський міст                    | Київ          | $66 млн (₴331 млн)             |      | 2005—2010     | Перша черга мосту була відкрита 2007 року |